# Nagy Anna (színművész)
Nagy Anna (Budapest, 1940. június 6. –) Jászai Mari-díjas magyar színésznő, érdemes művész.

## Élete
Angyalföldön született. Már fiatalon vonzotta a színészet, gyakran járt a közeli moziba, édesanyjával pedig gyakorta megfordult a Budapesti Operettszínházban, és szívesen adott elő a gangos ház udvarán, ahol felnőtt. A Berzsenyi Dániel Gimnáziumban érettségizett. Nem vették fel elsőre a színművészetire, bár Gellért Endre utánaküldetett, hogy okvetlenül próbálkozzon még, hiszen a harmadik körből – amikor már csak 20-an voltak – esett ki, ráadásul 1958-ban 2500-an jelentkeztek. Ezután árukönyvelőnek jelentkezett az Óra és Ékszer Kereskedelmi Vállalatnál.
Főiskolai tanulmányait a Színház- és Filmművészeti Főiskolán 1959–1963 között végezte. Osztályfőnöke Ádám Ottó volt, Vámos László, Várkonyi Zoltán, Fischer Sándor és Ungváry László tanították. Diplomavizsgáján Gorkij Kispolgárok című darabjában Tatjánát játszotta. A színművészeti főiskola befejezésekor Ádám Ottó a következő mondattal indította útjára: „Maga nagyon tehetséges, de nagyon nehéz pályája lesz”.
Rögtön a főiskola után Ranódy László filmrendező őt választotta címszereplőnek Kosztolányi Dezső Pacsirta című művének filmváltozatába, amelyben Páger Antal és Tolnay Klári mellett – csinos, fiatalként – egy csúnya, javában eladósorban lévő lányt alakított. Ebben az évben, a forgatás előtt veszítette el szüleit. Nagy kihívást jelentett számára az is, hogy a megcsúnyítás végett csúnya fogsor viselése és kitömött arca új mimika megtanulását igényelte. Következő filmszerepe 1971-ben Huszárik Zoltán Szindbádjában a Téltündér, mely szerepében az előbbivel szemben a szépség és báj jelenik meg. Míg a Pacsirtában az arcjátékára helyeződött a hangsúly, ebben a mozgás és testbeszéd finom eszközeit volt módja megmutatni. A következő fontos filmszerepében, 1976-ban a szintén Ranódy által rendezett Árvácskában a címszereplő, Csöre nevelőanyjaként hangjának legsokoldalúbb megjelenése érhető tetten. Több mint 40 játékfilmben és számos tévéfilmekben is szerepelt. A Pacsirta kapcsán Cannes-ban is megfordult mint a női szereplők kategória jelöltje. Ennek ellenére mindig is a színház állt hozzá közelebb.
1963–1966 között a debreceni Csokonai Színházban játszott – többek között Ruszt József, Fényes Márta és az akkori főrendező, Lengyel György korai rendezéseiben. 1966–1994 között a Madách Színház tagja volt. Amikor odakerült Ádám Ottó volt az igazgató. 1975–1983 között nem szerepelt színpadon. 1994-ben nyugdíjba küldték, de ezután is játszott Székesfehérváron, Szegeden, Gyulán is. 2013 óta a Nemzeti Színházban vendégszerepel. Játszott nagy drámákban és énekelt musicalekben is.
Lánya Huszárik Kata (1971). 2010 óta adják elő a Fény-játékok című, Lázár Ervin novelláiból közösen összeállított önálló estjüket. Gyermeke Huszárik Zoltántól született, egyedül nevelte. 2011-ben felhívást tettek közzé a „Huszárik Zoltán Alapítvány” létrehozására, születésének 80. és halálának 30. évfordulóján. Céljuk, hogy a filmrendező szülőházában, Domonyban, méltó helyre kerülnének a rajzai – kevesen tudják ugyanis, hogy nemcsak nagyszerű rendező, de kiváló grafikus is volt. Az alapítványt neves művészekkel és közéleti személyiségekkel hozták létre. Unokanővére: Petress Zsuzsa, unokabátyja Petress István.

## Színházi szerepei
A Színházi adattárban 2014. november 24-i lekérdezéskor regisztrált bemutatóinak száma: 72.
- Anfissza (Csehov: Három nővér)
- Anna (Gorkij: Éjjeli menedékhely)
- Anya (Keyes–Korognai: Virágot Algernonnak)
- Bodice (Bond: Lear)
- Dajka (Euripidész: Andromakhé)
- Egérke (Örkény István: Macskajáték)
- Elisa (Lerner–Loewe: My Fair Lady)
- Gianetta (Heltai Jenő: A néma levente)
- Gruse (Bertolt Brecht: Kaukázusi krétakör)
- Heléna (Shakespeare: Szentivánéji álom)
- Kanizsai Dorottya (Háy Gyula: Mohács)
- Mama (Molnár Ferenc: A testőr)
- Mária (Sütő András: Egy lócsiszár virágvasárnapja)
- Néma Kata (Brecht: Kurázsi mama)
- Nyina (Csehov: Sirály)
- Öregasszony (Euripidész: Helené)
- Páris apródja (Shakespeare: Rómeó és Júlia)[m 2]
- Rebecca Nurse (Arthur Miller: A salemi boszorkányok)
- Regina (Tamási Áron: Énekes madár)
- Sári (Tamási Áron: Vitéz lélek)
- Sin asszony (Brecht: A szecsuáni jólélek)
- Tamara (Vologyin: Öt este)
- Tatjána (Gorkij: Kispolgárok)
- Titkárnő (George Bernard Shaw: Candida)
- Tótné (Örkény: Tóték)

## Filmjei

### Játékfilmek
- Pacsirta (1963)
- Párbeszéd (1963)
- Nyáron egyszerű (1964)
- Négy lány egy udvarban (1964)
- Apa (1966)
- Aranysárkány (1966)
- Tízezer nap (1967)
- Elsietett házasság (1968)
- Hazai pálya (1969)
- Ismeri a szandi mandit? (1969)
- Madárkák (1971)
- Szindbád (1971)
- A szerelem határai (1974)
- Holnap lesz fácán (1974) ... Mátyásné
- Bekötött szemmel (1975)
- Autó (1975)
- Ereszd el a szakállamat! (1975)
- Árvácska (1976)
- Tótágas (1976)
- Fogjuk meg és vigyétek! (1978)
- Boldogtalan kalap (1980)
- Rohanj velem! (1982)
- Elveszett illúziók (1983)
- Lutra (1986)
- Zuhanás közben (1987)
- Küldetés Evianba (1988)
- Hagyjátok Robinsont! (1989)
- Könyörtelen idők (1991)
- Félálom (1991)
- Kék egér (1994)
- Szamba (1996)
- Az asszony (1996)
- Küldetés Evianba (1998)
- Franciska vasárnapjai (1997)
- Vakvagányok (2001)
- Huszárik Kata portré (2001)
- Egy ház emlékei – Hetedíziglen (2002)
- A ház emlékei (2002)
- A baba (2003)
- Telitalálat (2003)
- Mansfeld (2006)
- Harmadnapon (rövidfilm, 2013) ... anya[14]

### Tévéfilmek
| - Május (1963) - Családi tűzhely (1968) - Halász doktor (1968) - Mindannyiotok lelkiismerete megnyugodhat… (1970) - Megtörtént bűnügyek sorozat Gyilkosság Budán című része (1974) - Bezzeg a Töhötöm! (1977) - Hungária Kávéház sorozat A lecke című része (1977) - Zokogó majom 1–5. (1978) - Székács a köbön (1978) - A világ közepe (1979) - Használt koporsó (1979) - Az ezernevű lány (1979) - Névnap (1980) - Pityke (1981-rajzfilmsorozat) – Csusza hangja - Petőfi 1–6. (1981) - Családi kör (1981–1990) - Hínár (1981) | - A 78-as körzet (1982) - Szellemidézés (1984) - II. József (1985) - Elveszett paradicsom (1986) - Hajnali párbeszéd (1986) - A komáromi fiú (1987) - Az ördög talizmánja (1987) - Barbárok (1989) - Oktogon (1989) - Hölgyek és urak (1991) - Tiszazug (1991) - Családi album (2000–2001) - Valaki kopog (2000) - Családi tűzhely – Janika - „ezt mind neked adom…” (2006) - Pillangó (2012) – Maróti mama |

## Hangjáték, hangoskönyv
- Darvas József: Harangos kút (1967)
- Hárs László: Buci királyfi, az üveggolyó (1973)
- René de Obaldia: A vak könnyei (1974)
- Victor Hugo: 1793 (1974)
- Móricz Zsigmond, Csajági János: Légy jó mindhalálig - Iluska (hangoskönyv, Magyar Rádió, 1980)[17]
- Füst Milán, Tóbiás Áron: Pegazus istállója - Szavakból épített katedrálisok (hangjáték, 1980)[18]
- Kós Károly: Varjú nemzetség (1983)
- Mándy Iván: Lebontott világ (1984)
- Csurka István: Őszi délelőtt a tanyán (1985)
- Tar Sándor: Hétköznapi történet (1986)
- Alekszej Arbuzov: Találkozás (1987)
- Nagy Ignác: A vendégszerep (1994)
- Balázs József: Isten küldöttei (1996)
- Jókai Mór: A tengerszemű hölgy (2000)
- Tandori Dezső: Franz Kafka három novellája HangJátékTér (hangjáték, 1983-2000)[19]
- Tordon Ákos: Esti mese - Egy öreg mozdony karácsonya (hangjáték, 1994)[20]
- Rudyard Kipling: A fehér fóka (1995)

## Díjai, elismerései
- Jászai Mari-díj (1987)
- Életműdíj – 41. Magyar Filmszemle (2010)
- Zugló díszpolgára (2012)[21]
- Érdemes művész (2013)[22]
- Tolnay Klári-díj (2019)[23]
- MMA Színházművészeti Tagozatának díja (2023)[24]